# Kim Jin-su
Kim Jin-su (en coreano: 김진수; pronunciación en coreano: /kim.dʑin.su/ o /kim/ /tɕin.su/; Jeonju, Jeolla del Norte, 13 de junio de 1992) es un futbolista surcoreano. Juega como defensa en el F. C. Seoul de la K League 1.

## Selección nacional

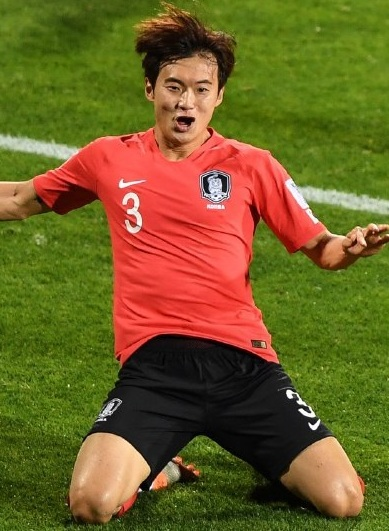
Kim Jin-su con Corea del Sur en la Copa Asiática 2019

Ha sido internacional con la selección de fútbol de Corea del Sur en 74 ocasiones y ha convertido dos goles.

### Participaciones en Copas del Mundo
| Mundial                               | Sede     | Resultado        | Partidos | Goles |
| ------------------------------------- | -------- | ---------------- | -------- | ----- |
| Copa Mundial de Fútbol Sub-17 de 2009 | Nigeria  | Cuartos de final | 5        | 1     |
| Copa Mundial de Fútbol Sub-20 de 2011 | Colombia | Octavos de final | 0        | 0     |
| Copa Mundial de Fútbol de 2022        | Catar    | Octavos de final | 4        | 0     |

### Participaciones en Copas Asiáticas
| Copa               | Sede      | Resultado        | Partidos | Goles |
| ------------------ | --------- | ---------------- | -------- | ----- |
| Copa Asiática 2015 | Australia | Subcampeón       | 6        | 0     |
| Copa Asiática 2019 | EAU       | Cuartos de final | 4        | 1     |
| Copa Asiática 2023 | Catar     | Semifinales      | 1        | 0     |

## Clubes
| Club                     | País           | Año       |
| ------------------------ | -------------- | --------- |
| Albirex Niigata          | Japón          | 2012-2014 |
| TSG 1899 Hoffenheim      | Alemania       | 2014-2016 |
| Jeonbuk Hyundai          | Corea del Sur  | 2017-2020 |
| Al-Nassr                 | Arabia Saudita | 2020-2023 |
| Jeonbuk Hyundai (cedido) | Corea del Sur  | 2021-2023 |
| Jeonbuk Hyundai          | Corea del Sur  | 2023-2024 |
| F. C. Seoul              | Corea del Sur  | 2025-     |

## Palmarés

### Títulos nacionales
| Título                | Club            | País          | Año  |
| --------------------- | --------------- | ------------- | ---- |
| K League Classic      | Jeonbuk Hyundai | Corea del Sur | 2017 |
| K League 1            | Jeonbuk Hyundai | Corea del Sur | 2018 |
| K League 1            | Jeonbuk Hyundai | Corea del Sur | 2019 |
| K League 1            | Jeonbuk Hyundai | Corea del Sur | 2021 |
| Copa de Corea del Sur | Jeonbuk Hyundai | Corea del Sur | 2022 |

### Títulos internacionales
| Título                                | Selección            | Sede          | Año  |
| ------------------------------------- | -------------------- | ------------- | ---- |
| Juegos Asiáticos                      | Corea del Sur sub-23 | Incheon       | 2014 |
| Campeonato de Fútbol del Este de Asia | Corea del Sur        | Japón         | 2017 |
| Campeonato de Fútbol del Este de Asia | Corea del Sur        | Corea del Sur | 2019 |

### Distinciones individuales
| Distinción                                  | Año  |
| ------------------------------------------- | ---- |
| Parte del Once Ideal de la K League Classic | 2017 |